# Composto alifático
Em química orgânica, os compostos orgânicos constituídos de carbono e hidrogênio são divididos em duas classes:
- aromáticos, que contêm anéis benzênicos ou anéis de átomos similares;
- alifáticos (IPA: [ˌæləˈfætɪk]; G. aleiphar, gordura, óleo).[1]

Os compostos alifáticos podem ser:
- [Ciclos não aromáticos] Ciclanos, ciclenos ou ciclinos. Como o Cicloexano.
- [Cadeia normal] como o hexano.
- [Cadeia ramificada] como o isopropano.

Podem também ser:
- saturados, como o hexano
- insaturados, como o hexeno.

Quanto à composição da cadeia, os compostos alifáticos podem ser classificados ainda em:
- homoalifático, quando há uma continuidade de átomos de carbono ligados formando a cadeia alifática, sem um único átomo diferente do carbono quebrando tal continuidade
- heteroalifático, quando há uma descontinuidade dos átomos de carbono na cadeia, como no caso dos éteres, onde pode haver um ramo alifático contínuo, homoalifático, de um lado, a interposição de um átomo de oxigênio e depois a cadeia continua, apenas com átomos de carbono.

Hidrocarbonetos alifáticos, especificamente, são hidrocarbonetos com átomos de carbono estruturais em cadeias abertas e fechadas (cíclicas), não aromáticas. Podem ser alcanos, alcenos, alcinos ou alcadienos, e ainda outras combinações, se as ligações entre esses átomos forem respectivamente simples, duplas ou triplas.

## Exemplos

Metano
Etano
Propano
Butano
Pentano
Hexano
Heptano
Octano
Nonano
Decano
Undecano
Dodecano